# 長柄劍蕨
長柄劍蕨（学名：Loxogramme remote-frondigera）为水龍骨科劍蕨屬下的一个种。

## 扩展阅读
- 維基物種上的相關：長柄劍蕨